# Michael Gruber (artista)
Michael Gruber (* 1965 en Mallersdorf) es un artista alemán.
Después hizo un aprendizaje de escultor de madera y piedra, y estudió escultura en la Academia de Bellas Artes de Múnich
Junto con Corbinian Böhm trabaja desde el 1995 con el nombre Empfangshalle en Múnich. En el año 1999 obtuvo su diploma de "Meisterschüler" (Un título que corresponde al Master de Bellas Artes).